# ديف جيبسون
ديف جيبسون (بالإنجليزية: Dave Gibson)‏ (23 سبتمبر 1938 بإدنبرة في المملكة المتحدة - ) هو لاعب كرة قدم بريطاني في مركز الهجوم. شارك مع منتخب اسكتلندا لكرة القدم. أما مع النوادي، فقد لعب مع أستون فيلا وليستر سيتي ونادي إكزتر سيتي ونادي هيبرنيان.

## وصلات خارجية
- ديف جيبسون على موقع الاتحاد الإسكتلندي (الإنجليزية)
- ديف جيبسون على موقع قاعدة بيانات كرة القدم.إي يو (الإنجليزية)